# Камас (Вашингтон)
Камас (енгл. Camas) град је у америчкој савезној држави Вашингтон. По попису становништва из 2010. у њему је живело 19.355 становника.

## Демографија
Према попису становништва из 2010. у граду је живело 19.355 становника, што је 6.821 (54,4%) становника више него 2000. године.
| Група             | 2000.          | 2010.          |
| Белци             | 11.318 (90,3%) | 16.429 (84,9%) |
| Афроамериканци    | 86 (0,7%)      | 198 (1,0%)     |
| Азијати           | 428 (3,4%)     | 1.160 (6,0%)   |
| Хиспаноамериканци | 359 (2,9%)     | 790 (4,1%)     |
| Укупно            | 12.534         | 19.355         |